# Regina Kiener
Regina Kiener (* 1962) ist eine Schweizer Juristin und Staatsrechtlerin. Als ordentliche Professorin (Ordinaria) für Staats-, Verwaltungs- und Verfahrensrecht lehrte sie an der Universität Zürich bis zu ihrer Emeritierung im Juli 2023.

## Akademischer Werdegang
Kiener studierte Rechtswissenschaften sowie Mediävistik und Kunstgeschichte an der Universität Bern. Nach dem Erwerb des Anwaltspatents 1989 und der Tätigkeit als Anwältin kehrte sie an die Universität Bern zurück, wo sie am Lehrstuhl von Ulrich Zimmerli assistierte. 1994 promovierte sie mit einer Dissertation über die Informationsrechte der parlamentarischen Kommissionen, 2000 habilitierte sie sich zum Thema Richterliche Unabhängigkeit.
Von 2001 bis 2009 war Kiener ordentliche Professorin für Staats- und Verwaltungsrecht an der Universität Bern, seit 2009 ist sie ordentliche Professorin für Staats- und Verwaltungsrecht unter Einschluss des öffentlichen Verfahrensrechts an der Universität Zürich. Sie war an mehreren Projekten des Schweizerischen Nationalfonds beteiligt, unter anderem auch als Co-Director der Swiss-Georgian International co-operation in legal education in Tiflis. Daneben ist sie an verschiedenen Institutionen wie der Schweizerischen Richterakademie oder dem Schweizerischen Polizeiinstitut Neuenburg als Dozentin tätig.
2021 wurde sie zum ordentlichen Mitglied in die Academia Europaea gewählt.

## Praktische Tätigkeit
Kiener nimmt zahlreiche Mandate in Kommissionen und Arbeitsgruppen im Bereich der Justizverwaltung wahr.
2004 und 2005 war sie unter anderem Expertin der United States Agency for International Development (USAID) und des Mazedonischen Justizministeriums. Von 2001 bis 2009 war sie Mitglied der Forschungskommission des Schweizerischen Nationalfonds der Universität Bern (ab 2007 als Vizepräsidentin); von 2003 bis 2008 wirkte sie als Mitglied der Eidgenössischen Spielbankenkommission (ESBK); von 2008 bis 2013 Mitglied der Übernahmekommission (UEK).
Seit 2013 ist Regina Kiener Ersatzrichterin am Justizgericht des Kantons Aargau, Mitglied der Europäischen Kommission für Demokratie durch Recht (Venedig-Kommission) und der Zulassungskommission zum corps diplomatique des Eidgenössischen Departements für auswärtige Angelegenheiten (EDA).

## Auszeichnungen
Kieners Dissertation wurde 1994 mit dem Professor Walther Hug Preis ausgezeichnet.

## Publikationen (Auswahl)
Kiener ist Verfasserin einer Vielzahl von wissenschaftlichen Publikationen, darunter Monographien, Lehrbücher, Kommentierungen und Aufsätze.
- Die Informationsrechte der parlamentarischen Kommissionen. Ein Beitrag zum Verhältnis zwischen Parlament, Regierung und Verwaltung, dargestellt nach der Regelung im Bund, Bern 1994 (Dissertation).
- Richterliche Unabhängigkeit. Verfassungsrechtliche Anforderungen an Richter und Gerichte, Bern 2001 (Habilitation).
- mit Walter Kälin und Judith Wyttenbach: Grundrechte, 3. Aufl. Bern 2018 (1. Aufl. 2007).
- mit Bernhard Rütsche und Mathias Kuhn: Öffentliches Verfahrensrecht, 3. Aufl. Zürich/St. Gallen 2021 (1. Aufl. 2012).
- mit Giovanni Biaggini, Thomas Gächter: Staatsrecht, 3. Aufl. Zürich/St. Gallen 2021.
- als Herausgeberin und Redaktorin: Justiz – Justice – Giustizia (Schweizerische Richterzeitung).